# Batelusia
Batelusia là một chi bướm ngày thuộc họ Lycaenidae.

## Hình ảnh

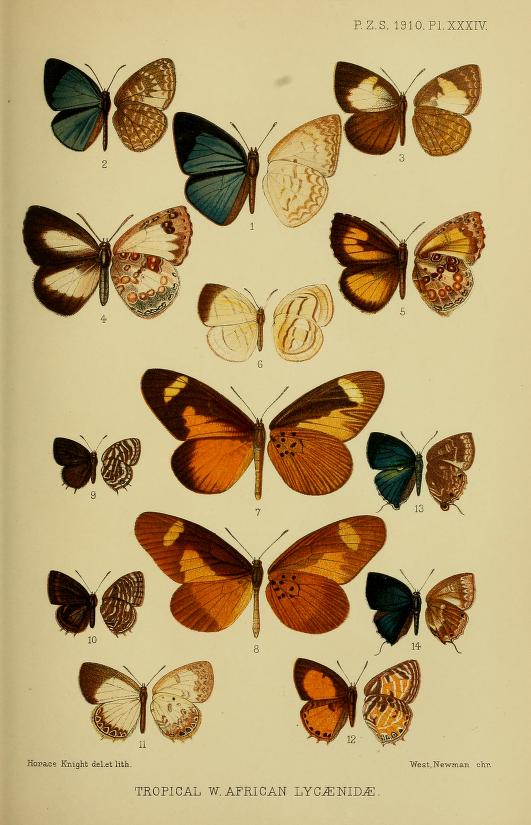